# Карлссон, Нина
Ни́на Ка́рлссон (настоящая фамилия Горун, родилась 3 января 1986, Ленинград) — российская певица, композитор, поэт. Основатель и лидер группы Nina Karlsson.

## Биография
Родилась 3 января 1986 года в семье врачей. У Нины есть младший брат Сергей, музыкант, саунд-продюсер, тромбонист (The Krolls).
С 1993-го по 2003 год Карлссон училась в Охтинском Лицее Гуманитарно-Эстетического Образования по классу фортепиано и композиции. С 2001 года совмещала учёбу с занятиями в Аничковом Лицее. С 2003 по 2008 год Нина получала Высшее образование в Санкт-Петербургской консерватории на Композиторском Факультете.
За время учёбы Нина Карлссон сочинила музыку для документального фильма  Шадхана, Игоря Абрамовича
 «Между Миром и Войной» — восьмисерийный фильм об Израиле и Армии Обороны Израиля. Также написала музыку к балету «Воспоминания о детстве», постановка и хореография Долгушина, Никиты Александровича.
Певческая карьера Нины Карлссон началась случайно. 3 февраля 2008 года она должна была аккомпанировать проекту «Ulysses In Arms/On The Way To Perseus» — на благотворительном концерте в одном из петербургских клубов. Солист группы не смог прийти, тогда Нина решила импровизировать. В качестве текстов к песням Нина использовала стихи Джеймса Джойса (томик стихов оказался с собой). Эксперимент оказался удачным, с этого момента Нину стали приглашать выступать в петербургских клубах. Все исполняемые песни — на английском языке. Журнал СОБАКА RU назвал Нину «музыкальным открытием 2008 года».
1 апреля 2008 года, в клубе А2 (Разъезжая, 12) состоялся первый концерт с музыкантами (саксофон, бас-гитара, барабаны, вокал и клавиши). Группу было решено назвать по имени солистки и лидера — NINA KARLSSON. В течение 2008—2009 года состав группы менялся.
В декабре 2009 года группа NINA KARLSSON записала дебютный альбом I DENY. Работа проходила на студии группы Мумий Тролль в Подмосковье. Звукорежиссёр и саунд-продюсер альбома — Павло Шевчук. Мастерингом занимался американский мастеринг-специалист Vlado Meller. 30 августа 2010 года альбом I DENY вышел на лейбле Артемия Троицкого «Восход-Союз» (подлейбл Союза. В поддержку альбома Нина Карлссон со своей группой гастролировала по Прибалтике (Вильнюс, Рига, Клайпеда, Таллин), Германии (Берлин, Гамбург), выступала в крупных российских городах и на острове Сахалин.
13 июня 2010 Нина Карлссон с группой выступила на церемонии премии Степной волк, Нина была номинирована в категориях ДЕБЮТ и ГОЛОС. В июле 2010 Нина Карлссон стала победительницей в номинации ДЕБЮТ на сайте OpenSpace.
16 сентября 2010 Нина Карлссон выступила на церемонии журнала GQ «Человек Года» в театре Et Cetera. В дуэте с Антоном Севидовым (группа Tesla Boy) Нина исполнила песню «Ветер Перемен», церемония транслировалась на канале СТС.
В начале 2011 года в клубе Шестнадцать тонн Нина Карлссон представила новые песни на русском языке. В марте 2012 года состоялся релиз двух русскоязычных синглов — БАЛЕТ и ВОЛНА. Видео на песню БАЛЕТ появилось на телеканале «Дождь».
5 октября 2012 года Нина Карлссон представила новую программу To The Sun и новых музыкантов в новом клубе А2 (проспект Медиков 3).
5 апреля 2013 года состоялся релиз аудио-видео-сингла «Live at Galernaya 20». Нина Карлссон и её музыканты записали три новые песни, которые играют в концертной программе «To the Sun». Запись проходила в петербургской студии Galernaya 20. Параллельно с записью треков музыканты решили снять и сам процесс.
24 апреля 2013 года Нина Карлссон выступила в качестве особого гостя на Церемонии Открытия Национального Кинофестиваля Дебютов «Движение». Фестиваль проходил в Омске, президент фестиваля — Артём Михалков, режиссёр-постановщик церемонии открытия — Алексей Агранович.
21 сентября 2013 года Нина Карлссон выступила в дуэте с Александром Гордоном на церемонии открытии фестиваля Алексея Германа «Послание к Человеку», Санкт-Петербург.
В ноябре 2014 состоялся релиз второго альбома Nina Karlsson под названием «Хамелеон» — 8 песен на русском языке. Изначально планировался выход идентичного альбома на английском языке, но его пока решили отложить. В поддержку альбома Нина Карлссон с группой выступила на фестивалях «Дикая Мята», Stereoleto, Mirum Music Festival, «Антон тут Рядом», а также в Познани (Польша), Вильнюсе (Литва), Париже(Франция), Казани, Самаре, Ульяновске, Ижевске, Екатеринбурге, Владивостоке, Калининграде и др. На заглавную песню альбома «Танцевать» Христина Антонович и Степан Богатырев (Mojno Pro)сняли видео, которое находится в ротации телеканала «Пятница».
1 декабря 2014 состоялась премьера новой песни Нины Карлссон, записанной вместе с Владимиром Боровиковым, CHRISTMAS. Песня вошла в сборник «Нг15», изданный лейблом Афиша-Волна
20 мая 2016 состоялась премьера песни Дискотека. и видео на неё. Режиссёр видео — Евгений Гранильщиков. Спустя год, на церемонии открытия кинофестиваля Кинотавр 2017 , Нина Карлссон исполнила эту композицию, а также песню «Я сама себя открыла» из фильма Павла Чухрая «Клетка для канареек».
Летом 2017 на Винзаводе состоялось открытие выставки Евгения Гранильщикова «Последняя песня вечера», музыку к выставке написала Нина Карлссон, она же — главная героиня фильма Гранильщикова «В предрассветный час наши сны становятся ярче». Фильм был снят в Париже. Действие построено вокруг повседневной жизни двух главных героев, которые, несмотря на свои счастливые парижские будни, все-таки чувствуют себя оторванными от дома. В том же году Карлссон принимает участие в проекте «Мы вышли из Кино», приуроченному к 55-летию со дня рождения Виктора Цоя, записывая кавер-версию композиции «Дерево».

## Личная жизнь
22 октября 2011 года Нина Карлссон вышла замуж за солиста группы «Кирпичи» Василия Васина. В 2013 году они развелись.

## Дискография
- 2008 — Live (DVD)
- 2010 — I DENY (CD)
- 2010 — Live @ Kosmonavt club (DVD)
- 2012 — «БАЛЕТ» (сингл)
- 2013 — Live @ Galernaya 20 (аудио-видео-сингл)
- 2014 — «Хамелеон» (CD)

## Фестивали
- Stereoleto, 2009
- Lady In Jazz, 2010
- Stereozima, 2010
- Усадьба Джаз, 2011
- Koktebel Jazz Festival, 2012
- Bosco Fresh Fest, 2013
- Дикая Мята, 2014
- Stereoleto, 2014
- Mirum Music Festival, 2014
- Антон тут рядом, 2014
- Tallinn Music Week festival 2015
- Convergence Festival, London 2017

## Награды и номинации
- Номинация МУЗЫКА[16], премия Top 50 Собака RU 2010
- Номинация ДЕБЮТ и ГОЛОС[17], премия «Степной волк 2010»
- Победитель в номинации ДЕБЮТ[18], сайт Openspace
- Номинация ГОЛОС[19] , премия «Степной Волк 2012»
- Вошла в TOP-100 Самых красивых людей Москвы 2012[20]